# Jules Closon
Jules Closon, né à Liège le 30 juillet 1883 et mort le 1er juin 1942, est un historien médiéviste belge. 
Il est professeur à l'Université de Liège de 1906 à 1942.

## Biographie
Disciple de Godefroid Kurth, Jules Closon se forme à l'Université de Liège, dont il devient docteur en 1904. Deux années plus tard, il est désigné pour succéder à Kurth, qui vient d'accéder à l'éméritat. Tout au long de sa carrière, Jules Closon s'attache à faire fructifier l'héritage de son maître, souvent au détriment de ses propres travaux. Veillant à l'achèvement des recherches de Godefroid Kurth, il met la dernière main à ses Études franques et, avec dom Ursmer Berlière, parachève l'édition de la Chronique de Jean de Hocsem.
Les travaux personnels de Jules Closon portent sur l'histoire épiscopale liégeoise du Moyen Âge. On lui doit des études historiques consacrées aux évêques Wazon, Alexandre Ier de Juliers et Jean d'Enghien. De 1906 à 1914, il est secrétaire, puis directeur, du comité de rédaction de la revue Les Archives belges, fondée par Godefroid Kurth.
Affaibli par la maladie dès 1938, Jules Closon décède le 1er juin 1942. Fernand Vercauteren lui succède à la chaire d'Histoire du Moyen Âge de l'Université de Liège.

## Publications
- Alexandre Ier de Juliers, évêque de Liège (1128-1135), in Bulletin de la Société d'Art et d'Histoire du diocèse de Liège, t. 13, 1902, p. 403-473.
- Un évêque de Liège peu connu de la fin du XIIIe siècle : Jean d'Enghien, in Bulletin de l'Institut archéologique liégeois, t. 57, 1933, p. 41-82.
- Wazon, évêque de Liège, 1042-1048, in Chronique archéologique du pays de Liège, t. 28, 1937, p. 56-70.